# Abram de Pury
Pour les articles homonymes, voir Pury.
Abram de Pury, né le 3 juillet 1724 à Neuchâtel et mort le 17 février 1807 à Neuchâtel est un notable de Neuchâtel, ancien militaire, conseiller d'État (1765-1767 et 1780-1807), lieutenant-colonel des milices du Val-de-Travers, juge au tribunal des Trois-États (1798).

## Biographie
Ami de Pierre-Alexandre DuPeyrou et de Jean-Jacques Rousseau, il organisa et prit part à plusieurs expéditions d'herborisation avec le philosophe.
Il est l'auteur d'une série de faux historiques, notamment la Chronique des Chanoines et les Mémoires du Chancelier de Montmollin qui furent publiés par la Société d'Histoire du Canton de Neuchâtel qui rencontrèrent un grand succès politique et populaire. En réécrivant l'histoire avec une forte influence de l'helvétisme, son but était vraisemblablement de donner des arguments aux diplomates neuchâtelois en faveur de l'inclusion du pays dans la neutralité helvétique vis-à-vis de la France dans les années 1770.
Il fut président de la Société d'émulation patriotique dès 1791.